# Canthocamptus unidens
Canthocamptus unidens is een eenoogkreeftjessoort uit de familie van de Canthocamptidae. De wetenschappelijke naam van de soort is voor het eerst geldig gepubliceerd in 1916 door Menzel.